# کندی سویودلو
کندی سویودلو (به لاتین: Kəndi Söyüdlü، تا سال ۲۰۰۱ میلادی نفتلوک Nəftəluq) یک منطقه مسکونی در جمهوری آذربایجان است که در شهرستان جلیل‌آباد واقع شده است.